# Elaenia
Elaenia es un género de aves paseriformes perteneciente a la familia Tyrannidae que agrupa a numerosas especies nativas de la América tropical (Neotrópico) donde se distribuyen desde el sur de México e islas del Caribe, a través de América Central y del Sur hasta Tierra del Fuego en Argentina y Chile. A sus miembros se les conoce por el nombre popular de fiofíos, y también elenias, elainias o bobitos, entre otros.

## Etimología
El nombre genérico femenino «Elaenia» deriva del griego «ελαινεος elaineos» que significa ‘de aceite de oliva’, ‘oleaginosa’.

## Características
Las especies de este género son tiránidos que suelen ser de color marrón, gris o verde oliva por encima y blanquecino o amarillo pálido en el vientre, con un color blanco o amarillo pálido en el anillo del ojo y dos o tres barras en el ala. Algunas especies muestran una cresta, a menudo con un disimulado parche blanco. Miden desde 13,5 hasta 20 cm de longitud. Son unos de los géneros del Neotrópico más desafiadores para la identificación, principalmente si no están vocalizando. Son arborícolas y habitan una variedad de hábitats boscosos o arbustivos. Se encaraman en perchas bastante altas y consumen tanto insectos cuanto frutas; generalmente no acompañan bandadas mixtas, aunque algunas veces se congregan en árboles frutales. La mayoría de las especies son conspicuas y numerosas.

## Lista de especies
Según las clasificaciones del Congreso Ornitológico Internacional (IOC) y Clements Checklist/eBird el género agrupa a las siguientes especies, con las debidas diferencias entre las clasificaciones comentadas abajo en Taxonomía y con el respectivo nombre popular de acuerdo con la Sociedad Española de Ornitología (SEO), excepto cuando entre paréntesis:
| Imagen | Nombre científico            | Autor                          | Nombre común                   | Estado de conservación | Distribución |
| ------ | ---------------------------- | ------------------------------ | ------------------------------ | ---------------------- | ------------ |
|        | Elaenia cristata             | Pelzeln, 1868                  | fiofío crestado                | LC                     |              |
|        | Elaenia ruficeps             | Pelzeln, 1868                  | fiofío crestirrufo             | LC                     |              |
|        | Elaenia strepera             | Cabanis, 1883                  | fiofío plomizo                 | LC                     |              |
|        | Elaenia gigas                | P.L. Sclater, 1871             | fiofío gigante                 | LC                     |              |
|        | Elaenia sordida              | J.T. Zimmer, 1941              | (fiofío brasileño)             | LC                     |              |
|        | Elaenia dayi                 | Chapman, 1929                  | fiofío de Day                  | LC                     |              |
|        | Elaenia obscura              | (d'Orbigny & Lafresnaye, 1837) | fiofío oscuro                  | LC                     |              |
|        | Elaenia flavogaster          | (Thunberg, 1822)               | fiofío ventriamarillo          | LC                     |              |
|        | Elaenia parvirostris         | Pelzeln, 1868                  | fiofío piquicorto              | LC                     |              |
|        | Elaenia pelzelni             | Berlepsch, 1907                | fiofío pardo                   | LC                     |              |
|        | Elaenia spectabilis          | Pelzeln, 1868                  | fiofío grande                  | LC                     |              |
|        | Elaenia ridleyana            | Sharpe, 1888                   | fiofío de Noronha              | VU                     |              |
|        | Elaenia mesoleuca            | (Deppe, 1830)                  | fiofío oliváceo                | LC                     |              |
|        | Elaenia chiriquensis         | Lawrence, 1865                 | fiofío belicoso                | LC                     |              |
|        | Elaenia brachyptera          | Berlepsch, 1907                | (fiofío de Coopmans)           | LC                     |              |
|        | Elaenia albiceps             | (d'Orbigny & Lafresnaye, 1837) | fiofío crestiblanco            | LC                     |              |
|        | Elaenia (albiceps) chilensis | Hellmayr, 1927                 | (fiofío chileno)               | NE                     |              |
|        | Elaenia pallatangae          | P.L. Sclater, 1862             | fiofío de Pallatanga           | LC                     |              |
|        | Elaenia frantzii             | Lawrence, 1865                 | fiofío montano                 | LC                     |              |
|        | Elaenia olivina              | Salvin & Godman, 1884          | (fiofío de tepuí)              | LC                     |              |
|        | Elaenia martinica            | (Linnaeus, 1766)               | fiofío caribeño                | LC                     |              |
|        | Elaenia fallax               | P.L. Sclater, 1861             | fiofío canoso                  | LC                     |              |
|        | Elaenia (fallax) cherriei    | Cory, 1895                     | (fiofío canoso de La Española) | LC                     |              |

## Taxonomía